# بیسکه
بیسکه (به سوئدی: Byske) یک شهر کوچک است که در بخش شلفتیو شهرستان وستربوتن در کشور سوئد واقع شده است. جمعیت بیسکه در پایان سال ۲۰۱۰ بالغ بر ۱٬۷۲۸ نفر بوده است.